# Пикалёвский район
Пикалёвский район — административно-территориальная единица в составе Ленинградской области, существовавшая в 1927—1932 годах.
Административный центр — посёлок Пикалёво.
Площадь территории — 1720 км². Население — 17 524 человека (в 1926 году).

## Образование района
Пикалёвский район образован одновременно с Ленинградской областью 1 августа 1927 года. В состав района были включены следующие административные единицы одновременно упразднённого Тихвинского уезда Череповецкой губернии:
- из Анисимовской волости — 9 сельсоветов (кроме селений Смердомицы и Заозерье Смердомского сельсовета, переданных в состав Минецкого района Боровичского округа);
- из Пикалёвской волости — 7 сельсоветов (без Чевакинского и части Михалёвского сельсоветов, переданных в Череповецкий округ);

Первоначально Пикалёвский район был включён в состав Ленинградского округа. После ликвидации округов (постановление ЦИК и СНК СССР от 23 июля 1930 года) район был подчинён непосредственно областным органам.

## Административное деление
На момент образования район состоял из 15 сельсоветов. После укрупнения 1928 года число их уменьшилось до 10:
- Анисимовский
- Дмитриевский
- Михайловский
- Никульский
- Новодеревенский
- Окуловский
- Самойловский
- Сенновский
- Стругский
- Труфановский

## Упразднение района
Район был упразднён постановлением Президиума ВЦИК от 1 января 1932 года. Территория района была распределена следующим образом:
- в Ефимовский район — Труфановский, Окуловский, Самойловский, Михайловский, Анисимовский сельсоветы;
- в Тихвинский район — Сенновский, Новодеревенский сельсоветы;
- в Капшинский район — Никульский сельсовет;
- в Хвойнинский район — Стругский сельсовет;
- в Дрегельский район — Дмитровский сельсовет.

В настоящее время большая часть территории Пикалёвского района входит в состав Бокситогорского района.